# Younghoe Koo
Younghoe Koo (koreanisch: 구영회, * 3. August 1994 in Seoul, Südkorea) ist ein südkoreanischer American-Football-Spieler auf der Position des Kickers. Er spielte College Football für die Georgia Southern University und steht seit 2019 bei den Atlanta Falcons in der National Football League (NFL) unter Vertrag.

## Frühe Jahre
Koo wurde in der südkoreanischen Hauptstadt Seoul geboren. Er wanderte zusammen mit seiner Mutter in die USA aus. Er ging in Ridgewood, New Jersey, auf die Highschool. Danach besuchte er vier Jahre lang die Georgia Southern University.

## NFL und AAF

### Los Angeles Chargers
Nach dem NFL-Draft 2017 unterschrieb Koo einen Vertrag bei den Los Angeles Chargers. Er setzte sich gegen Josh Lambo durch und wurde zum startenden Kicker des Teams ernannt. In seinem ersten NFL-Spiel gegen die Denver Broncos wurde sein Field-Goal-Versuch beim Stand von 21:24  geblockt. Eine Woche später verpasste er es beim Stand von 17:19 gegen die Miami Dolphins, das Spiel mit einem Field Goal für die Chargers zu entscheiden. Nach dem vierten Spieltag der Saison wurde er entlassen.

### Atlanta Legends
Am 14. Januar 2019 unterschrieb Koo einen Vertrag bei den Atlanta Legends in der Alliance of American Football (AAF). Er verwandelte 14 von 14 Field Goals für die Legends, ehe die Liga insolvenzbedingt aufgelöst wurde.

### New England Patriots
Am 4. Oktober 2019 wurde Koo in den Practice Squad der New England Patriots aufgenommen, nachdem sich deren Kicker Stephen Gostkowski eine Verletzung zugezogen hatte und auf die Injured Reserve List gesetzt wurde. Am 15. Oktober wurde er wieder entlassen.

### Atlanta Falcons
Am 29. Oktober 2019 unterschrieb Koo einen Vertrag bei den Atlanta Falcons, nachdem die Falcons ihren Langzeitkicker Matt Bryant entlassen hatten. In seinem ersten Spiel für die Falcons erzielte er vier von vier Field Goals und zwei von zwei Extrapunkten. Für seine Leistungen wurde zum NFC Special Teams Player of the Week ernannt. Am 13. Spieltag gelangen ihm zwei erfolgreiche Onside Kicks. Das Spiel gegen die New Orleans Saints ging trotzdem mit 26:18 verloren. Eine Woche später verwandelte er gegen die Carolina Panthers vier von vier Field Goals, außerdem nahm er einen Fumble auf. Auch für diese Leistung wurde er zum NFC Special Teams Player of the Week ernannt.
Koo lief 2019 in acht Spielen für die Falcons auf, traf 23 von 26 Field-Goal-Versuchen (88 %) und verwandelte 15 von 16 Extrapunkten. Nach der Saison verlängerten die Falcons seinen Vertrag um ein Jahr.
Im ersten Spiel der Saison 2020 gegen die Seattle Seahawks gelang Koo neben zwei Field Goals auch ein weiterer Onside Kick. Das Spiel wurde jedoch mit 25-38 verloren.
Am 15. März 2022 unterzeichnete Koo einen Fünfjahresvertrag bei den Falcons.
Nachdem Koo zuvor bereits sieben Mal seine  bisherige Bestweite von 54 Yards egalisiert hatte, avancierte er in Woche 4 der Saison 2024 zum Matchwinner für die Falcons, als er nicht nur drei Field Goals aus einer Distanz von 42, 44 und 53 Yards verwandeln konnte, sondern auch das entscheidende 58-Yards-Field-Goal zum 26:24-Sieg über die New Orleans Saints. Damit stellte er eine neue persönliche Bestmarke auf.